# Ephippitytha maculata
Ephippitytha maculata är en insektsart som beskrevs av Evans 1847. Ephippitytha maculata ingår i släktet Ephippitytha och familjen vårtbitare. Inga underarter finns listade i Catalogue of Life.

## Bildgalleri

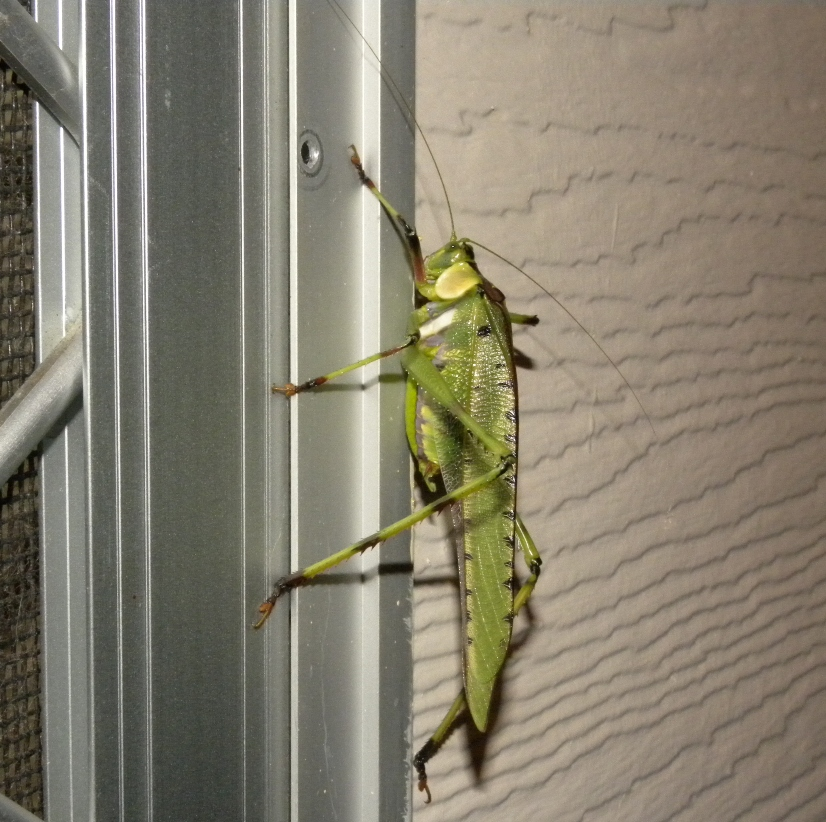
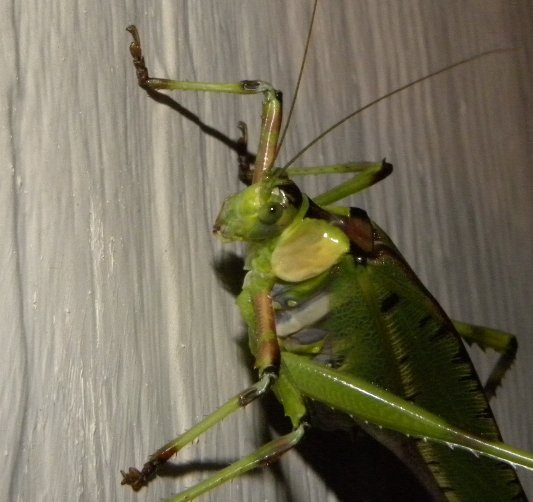